# Lophoptera brunneostriata
Lophoptera brunneostriata là một loài bướm đêm trong họ Noctuidae.